# Peripheric Love
Peripheric Love è un film del 2024 diretto da Luc Walpoth.

## Trama
Maria è un'immigrata di origine messicana che rimane incinta nonostante il marito Giorgio sia sterile. Decide di nascondere la gravidanza al marito per paura che possa dubitare della sua fedeltà. Finiranno entrambi per trovare affetto altrove.

## Distribuzione
Il film è stato distribuito nelle sale cinematografiche italiane da Casa delle Visioni l'11 gennaio 2024.